# Traductor de Yandex
Traductor de Yandex (en inglés: Yandex Translate) es un servicio gratuito multilingüe de traducción automática lanzado el 22 de marzo de 2011, desarrollado y proporcionado por Yandex, para traducir texto, voz, imágenes o video en tiempo real de un idioma a otro. Ofrece interfaz web, así como interfaces móviles para iOS y Android, y una API, que los desarrolladores pueden utilizar para construir extensiones de navegador, aplicaciones, y otros software. El Traductor de Yandex soporta 94 idiomas en distintos niveles.
Yandex incorporó en septiembre de 2017 su sistema de traducción automática neuronal; un sistema que según la empresa perfeccionará la dinámica del Traductor, ya que analizará la composición de las frases teniendo en cuenta una serie de factores. El sistema va aprendiendo a través del tiempo con las consultas realizadas por los usuarios, lo que va mejorando sus traducciones.

## Idiomas disponibles
En el lanzamiento del traductor en modo beta en la primavera de 2011 sólo eran disponibles tres idiomas: inglés, ruso y ucraniano, con un límite de 10.000 caracteres.
El 27 de marzo de 2025, el Traductor de Yandex está disponible para los siguientes idiomas:
| - Afrikáans - Albanés - Alemán - Amhárico β - Árabe - Armenio - Azerí - Baskir - Bengalí - Bielorruso - Birmano β - Bosnio - Búlgaro - Camboyano - Canarés - Catalán | - Cebuano - Checo - Chino mandarín estándar - Chuvasio - Cingalés - Coreano - Croata - Danés - Eslovaco - Esloveno - Español - Esperanto - Estonio - Euskera - Finés - Francés | - Gaélico escocés - Galés - Gallego - Georgiano - Griego - Guyaratí - Haitiano - Hebreo - Hindi - Húngaro - Islandés - Indonesio - Inglés - Irlandés - Italiano - Japonés | - Javanés - Kazajo (alfabetos cirílico y latino) - Kirguís β - Lao β - Latín - Letón - Lituano - Luxemburgués - Macedonio - Malabar - Malayo - Malgache - Maltés - Maorí - Maratí - Mari de las colinas β | - Mari de las praderas β - Mongol β - Neerlandés - Nepalí - Noruego - Panyabí - Papiamento β - Persa - Polaco - Portugués - Rumano - Ruso - Serbio - Sondanés - Suajili - Sueco | - Tagalo - Tailandés - Tamil β - Tártaro - Tayiko β - Télugu β - Turco - Ucraniano - Udmurto β - Urdu - Uzbeko (alfabetos cirílico y latino) - Vietnamita - Xhosa β - Yakuto β - Yidis |

Aparte también traduce al Sindarin α y al emoji (ambos idiomas de fantasía).